# بانک شونای
بانک شونای (انگلیسی: Shonai Bank) شرکت خدمات مالی و بانکداری ژاپنی است، که در سال ۱۸۷۸ تأسیس شد.